# NGC 7209
NGC 7209 là tên của một cụm sao mở nằm trong chòm sao Hiết Hổ. Nó được nhà thiên văn người Anh gốc Đức William Herschel phát hiện vào ngày 19 tháng 10 năm 1787. Cụm sao này cách trái đất 3810 năm ánh sáng (khoảng 1168 parsec) dựa trên ánh sáng đỏ của cụm sao. Tuy nhiên, các nghiên cứu đo sáng hiện đại hơn thì không ủng hộ nhận định này.
Cụm sao này được tạo thành từ hơn 150 ngôi sao với cấp sao biểu kiến từ 9 đến 15, bán kính thủy triều của chúng thì không vượt quá 30 năm ánh sáng. Trong những ngôi sao thuộc thiên hà này có 3 ngôi sao biến quang loại Delta Scuti. Một trong những thành viên khác của nó là sao biến quang SS Lancertae, một hệ sao đôi biến quang với chu kì 14,4 ngày. Nhưng giữa thế kỉ 20 thì nó đã không còn biến quang nữa. Sự dừng lại này được quy là do có thêm một ngôi sao thứ ba biến quang với chu kì là 679 ngày mà những nhiễu loạn của nó đã thay đổi đường ngắm. Chu kì giao nhau của nó là khoảng 600 năm, trong đó có 2 lần gặp nhau, mỗi lần kéo dài 100 năm.

## Dữ liệu hiện tại
Theo như quan sát, đây là cụm sao nằm trong chòm sao Hiết Hổ và dưới đây là một số dữ liệu khác:
Xích kinh 22h 05m 07s
Độ nghiêng +46° 29′ 00″
Cấp sao biểu kiến 7.7 
Kích thước biểu kiến 25'
Khối lượng 278 lần khối lượng mặt trời
Tuổi ước tính 420 triệu năm
Ngoài những dữ liệu trên thì vẫn chưa có dữ liệu nào được xác định với giá trị xấp xỉ.